# J.M. Calleja
Josep-Manuel Calleja García, (Mataró, Maresme, 11 de juny de 1952), conegut com a J.M. Calleja, és un poeta visual i performer provinent del món de la imatge.
Ha realitzat diferents films experimentals entre els anys 1976-81 i ha participat activament en diferents trobades i exposicions internacionals de poesia experimental i visual. Ha realitzat instal·lacions, exposicions individuals i nombroses accions poètiques. Com a coordinador, ha preparat diferents trobades de creadors que s'han vist reflectides en llibres i catàlegs.
Ha realitzar performances a diferents països d'Europa i Sud Amèrica.